# Cerkiew św. Michała Archanioła w Buczaczu

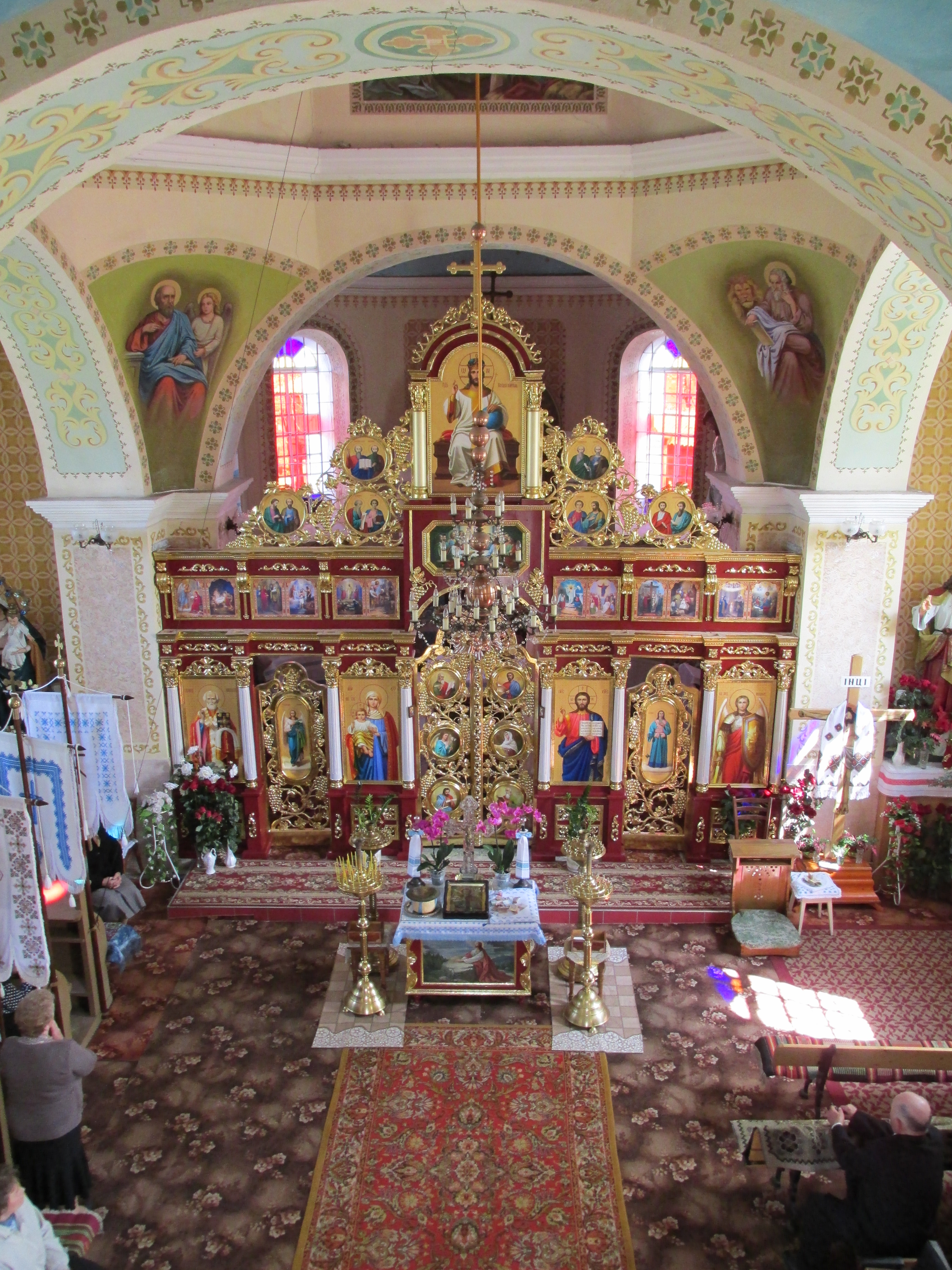
Wnętrze (2012)

Cerkiew św. Michała Archanioła – zabytkowa niewielka cerkiew parafialna w Buczaczu, w obwodzie tarnopolskim. Mieści się przy ulicy Basztowej (ukr. вул. Баштова), na terenie Cmentarza Nagórzańskiego.
Zbudowana jako cerkiew greckokatolicka w 1910 r. we wsi Nagórzanka, dawnym przedmieściu Buczacza, która w 1965 r. została włączona w obręb miasta. Na miejscu obecnej cerkwi wcześniej znajdowała się cerkiew drewniana, która w 1664 r. była określana jako parafialna.